# Список фентезійних фільмів 1970-х років
Це список фентезі-фільмів, випущених у 1970-х роках.

## Список
| Назва                           | Режисер | акторський склад                                                                         | Країна                            | Інше                               |  |
| ------------------------------- | --- | ---------------------------------------------------------------------------------------- | --------------------------------- | ---------------------------------- |  |
| 1970 рік                        | |                                                                                          |                                   |                                    |  |
| Осляча шкіра                    | Жак Демі | Катрін Деньов, Жан Маре, Жак Перрен                                                      | Франція, Іспанія                  |                                    |  |
| Примарний пункт оплати проїзду  | Чак Джонс, Ейб Левітоу, Дейв Монахан, Джонс Левітоу | Бутч Патрік                                                                              | США                               |                                    |  |
| Таємниця залізних дверей        | Михайло Юзовський | Аліса Фрейндліх, Олег Табаков, Савелій Крамаров                                          | Радянський Союз                   |                                    |  |
| Валері та її тиждень чудес      | Яроміл Їреш | Ярослава Шалерова, Гелена Анижкова, Петр Коприва                                         | Чехословаччина                    |                                    |  |
| Коли Землею правили динозаври   | Вікторія Ветрі, Робін Хоудон, Патрік Аллен |                                                                                          | Велика Британія                   |                                    |  |
| 1971 рік                        | |                                                                                          |                                   |                                    |  |
| Різдвяна пісня                  | Річард Вільямс |                                                                                          | США                               | Анімаційний фільм                  |  |
| Ліжкові ручки та мітли          | Роберт Стівенсон | Анжела Ленсбері, Девід Томлінсон, Родді МакДауелл                                        | США                               |                                    |  |
| Віллі Вонка і шоколадна фабрика | Мел Стюарт | Джин Вайлдер, Джек Альбертсон, Пітер Острум                                              | США                               |                                    |  |
| 1972 рік                        | |                                                                                          |                                   |                                    |  |
| Дуґал і блакитний кіт           | Серж Дано | Серж Дано, Фенелла Філдінґ                                                               | Франція                           |                                    |  |
| Вероніка                        | Елізабета Бостан | Лулу Міхаеску, Маргарета Післару, Дем Радулеску                                          | Румунія                           |                                    |  |
| Дугал і Блакитний Кіт           | Серж Дано | Серж Дано, Фенелла Філдінгтон                                                            | Франція                           |                                    |  |
| Руслан і Людмила                | Олександр Птушко | Валерій Козинець, Андрій Абрикосов                                                       | Радянський союз                   |                                    |  |
| 1973 рік                        | |                                                                                          |                                   |                                    |  |
| Павутиння Шарлотти              | Чарльз А. Ніколс, Івао Такамото |                                                                                          | США                               | Анімаційний фільм                  |  |
| Фантастична планета             | Рене Лалу |                                                                                          | Франція                           | Анімаційний фільм                  |  |
| Вероніка повертається           | Елізабет Бостан | Лулу Міхаеску, Маргарета Післару, Дем Радулеску                                          | Румунія                           |                                    |  |
| 1974 рік                        | |                                                                                          |                                   |                                    |  |
| Пекале                          | Гео Сайзеску | Себастьян Папаяні, Марієлла Петреску, Штефан Міхайлеску-Брейла, Василіка Тастаман        | Румунія                           |                                    |  |
| Арабські ночі                   | П'єр Паоло Пазоліні | Франко Мерлі, Інес Пеллегріні, Нінетто Даволі                                            | Італія, Франція                   |                                    |  |
| Золота подорож Синдбада         | Гордон Гесслер | Джон Філіп Лоу, Керолайн Манро, Том Бейкер                                               | Велика Британія, Франція          |                                    |  |
| 1975 рік                        | |                                                                                          |                                   |                                    |  |
| Чорний місяць                   | Луї Малле | Кетрін Гаррісон, Тереза Гізе, Александра Стюарт, Джо Даллесандро                         | Франція                           |                                    |  |
| Стань злим                      | Фердінандо Бальді | Тоні Ентоні, Ллойд Баттіста, Раф Балдассарре, Діана Лоріс                                | Італія, США                       |                                    |  |
| Земля, яку забув час            | Кевін Коннор | Даг МакКлюр, Джон Макінері, Сьюзен Пенхалігон                                            | Велика Британія                   |                                    |  |
| Монті Пайтон і Святий Грааль    | Террі Гілліам | Террі Джонс, Грем Чепмен, Джон Кліз, Ерік Айдл, Террі Джонс, Майкл Пейлін, Террі Гілліам | Велика Британія                   |                                    |  |
| 1976 рік                        | |                                                                                          |                                   |                                    |  |
| Рок-н-рольна вовчиця            | Елізабета Бостан | Людмила Гурченко, Михайло Боярський, Джордже Міхейца, Флоріан Піттіш, Віолета Андрей     | Румунія, Радянський Союз, Франція |                                    |  |
| Чумова п'ятниця                 | Гері Нельсон | Барбара Гарріс, Джоді Фостер, Джон Астін                                                 | США                               |                                    |  |
| Коник-Горбоконик                | Іван Іванов-Вано |                                                                                          | Радянський Союз                   | Ремейк анімаційного фільму 1947 р. |  |
| Дванадцять завдань Астерікса    | Рене Госцінні, Альбер Удерзо |                                                                                          | Франція                           | Анімаційний                        |  |
| 1977 рік                        | |                                                                                          |                                   |                                    |  |
| Хоббіт                          | Жюль Басс | Артур Ренкін мл. Орсон Бін, Джон Г'юстон, Річард Бун, Ганс Конрід                        | США                               | Анімаційний фільм                  |  |
| Бармаглот                       | Террі Гілліам | Майкл Пейлін, Макс Волл, Дебора Феллендер                                                | Велика Британія                   |                                    |  |
| О, Боже!                        | Карл Райнер | Джордж Бернс, Джон Денвер, Тері Гарр                                                     | США                               |                                    |  |
| Дракон Піта                     | Дон Чаффі | Хелен Редді, Джим Дейл, Міккі Руні                                                       | США                               |                                    |  |
| Багато пригод Вінні-Пуха        | Джон Лонсбері, Вольфганг Рейтерман Стерлінг Голловей, Джон Фідлер, Пол Вінчелл, Джуніус Метьюз, Говард Морріс, Брюс Рейтерман, Джон Волмслі, Тімоті Тернер |                                                                                          | США                               | Мультиплікаційний фільм            |  |
| Синдбад і тигрове око           | Сем Ванамейкер | Патрік Вейн, Джейн Сеймур, Тарін Пауер, Патрік Троутон, Маргарет Вайтінг                 | Сполучене Королівство             |                                    |  |
| Чарівники                       | Ральф Бакші | Марк Гемілл                                                                              | США                               | Анімаційний фільм                  |  |
| 1978 рік                        | |                                                                                          |                                   |                                    |  |
| Небеса можуть почекати          | Уоррен Бітті, Бак Генрі | Уоррен Бітті, Джулі Крісті, Джеймс Мейсон                                                | США                               |                                    |  |
| Володар перснів                 | Ральф Бакші | Джон Херт                                                                                | США                               | Анімаційний фільм                  |  |
| Звичайне диво                   | Марк Захаров | Олег Янковський, Олександр Абдулов, Євген Леонов, Андрій Миронов                         | Радянський Союз                   |                                    |  |
| Піті Пшенична Соломинка         | Рогмор Руді | Рей Мур, Джиммі Лінч, Уайлдмен Стів                                                      | США                               |                                    |  |
| Супермен                        | Річард Доннер | Марлон Брандо, Джин Гекмен, Крістофер Рів                                                | Велика Британія, США              |                                    |  |
| «Водяні діти»                   | Лайонел Джефріс |                                                                                          | Польща, Велика Британія           |                                    |  |
| 1979 рік                        | |                                                                                          |                                   |                                    |  |
| Риба, що врятувала Піттсбург    | Гілберт Мозес | Джуліус «Доктор Джей» Ервінг, Джонатан Вінтерс, Мідоуларк Лемон                          | США                               |                                    |  |
| Той самий Мюнхгаузен            | Марк Захаров | Олег Янковський, Інна Чурікова, Олена Коренєва                                           | Радянський Союз                   |                                    |  |